# ناوشکن کلاس بنبرایج
دیسترویر کلاس بنبرایج (به انگلیسی: Bainbridge-class destroyer) یک کلاس از کشتی است که طول آن ۲۵۰ فوت (۷۶ متر) می‌باشد.